# (21261) 1996 FF
(21261) 1996 FF est un objet de la ceinture principale d'astéroïdes intérieure découvert en 1996.

## Description
(21261) 1996 FF a été découvert le 16 mars 1996 à l'observatoire du Haleakalā, un centre de recherche astronomique américain faisant partie de l'Institut d'astronomie de l'Université de Hawaï situé au sommet du volcan Haleakalā sur l'île de Maui, par le programme Near Earth Asteroid Tracking (NEAT).

### Caractéristiques orbitales
L'orbite de cet astéroïde est caractérisée par un demi-grand axe de 1,94 UA, un périhélie de 1,77 UA, une excentricité de 0,09 et une inclinaison de 20,63° par rapport à l'écliptique. Du fait de ces caractéristiques, à savoir un demi-grand axe inférieur à 2 UA et un périhélie supérieur à 1,666 UA, il est classé, selon la JPL Small-Body Database, objet de la ceinture principale d'astéroïdes intérieure.

### Caractéristiques physiques
(21261) 1996 FF a une magnitude absolue (H) de 14,6 et un albédo estimé à 0,716.